# Teorema di Ascoli-Arzelà
In analisi matematica, il teorema di Ascoli-Arzelà fornisce una condizione sufficiente affinché una successione di funzioni continue limitate ammetta una sottosuccessione convergente, nella norma del massimo. Si tratta della norma che rende {\displaystyle C([a,b])}, lo spazio delle funzioni continue sull'intervallo {\displaystyle [a,b]}, uno spazio completo, ovvero uno spazio di Banach. Il risultato del teorema non è banale dato che, come si può dimostrare, la compattezza equivale alla chiusura e limitatezza solo in spazi finito dimensionali (si veda il teorema di Heine-Borel).
Il teorema è di fondamentale importanza in analisi funzionale. Prende il nome dai matematici italiani Giulio Ascoli e Cesare Arzelà.

## Il teorema
Una successione di funzioni continue {\displaystyle \{f_{n}\}_{n\in N}} definite su un intervallo {\displaystyle [a,b]\subset \mathbb {R} } è detta uniformemente limitata se esiste un numero {\displaystyle M>0} tale che:
{\displaystyle |f_{n}(x)|\leq M}
per ogni funzione {\displaystyle f_{n}} della successione e per ogni {\displaystyle x\in [a,b]}. Una tale successione è uniformemente equicontinua se per ogni {\displaystyle \varepsilon >0} esiste {\displaystyle \delta >0} tale che:
{\displaystyle |f_{n}(t)-f_{n}(\tau )|<\varepsilon \quad {\text{se}}\quad |t-\tau |<\delta }
per ogni funzione {\displaystyle f_{n}} della successione. In modo equivalente, una successione è equicontinua se e solo se tutti i suoi elementi hanno il medesimo modulo di continuità.
Il teorema di Ascoli-Arzelà considera una successione {\displaystyle f_{n}} di funzioni continue a valori reali definite su {\displaystyle [a,b]}. Se la successione è equicontinua e uniformemente limitata allora esiste una sottosuccessione {\displaystyle f_{n_{k}}} convergente uniformemente.

### Generalizzazione
Una versione più generale del teorema considera gli spazi metrici. Come definizione preliminare, un insieme è relativamente compatto se la sua chiusura è compatta. Siano {\displaystyle X,Y} spazi metrici, {\displaystyle X} compatto ed {\displaystyle E} un sottoinsieme di {\displaystyle C(X,Y)}. Se {\displaystyle E} è equicontinuo e l'insieme {\displaystyle E(t)=\{f(t):f\in E\}} è relativamente compatto per ogni {\displaystyle t} in {\displaystyle X}, allora {\displaystyle E} è relativamente compatto.

## Dimostrazione
Si consideri un ordinamento dei numeri razionali dell'intervallo {\displaystyle [a,b]} ed una successione {\displaystyle f_{n}}. Allora essa è limitata sul primo razionale {\displaystyle q_{1}}, ma poiché {\displaystyle [-M,M]} è un compatto (dove {\displaystyle M} è la costante di uniforme limitatezza), essa ammetterà una sottosuccessione convergente su {\displaystyle q_{1}}, che indichiamo con {\displaystyle f_{1,n}}. La sottosuccessione {\displaystyle f_{1,n}} è limitata sul secondo razionale {\displaystyle q_{2}} e ammette dunque una sotto-sottosuccessione convergente su {\displaystyle q_{2}}, indicata con {\displaystyle f_{2,n}}. Questa a sua volta sarà limitata su {\displaystyle q_{3}}, e così via. Procedendo in questo modo si costruisce una successione di sottosuccessioni {\displaystyle f_{m,n}} tali che {\displaystyle f_{m,n}} converge per ogni {\displaystyle q_{i}}, con {\displaystyle i} minore o uguale a {\displaystyle m}. A questo punto è possibile costruire una sottosuccessione estraendo la diagonale delle {\displaystyle f_{m,n}}, cioè prendendo la successione {\displaystyle f_{n,n}} che converge su ogni razionale contenuto in {\displaystyle [a,b]}.
Si vuole dimostrare che la successione {\displaystyle f_{n,n}} è di Cauchy su {\displaystyle [a,b]}, poiché la completezza dello spazio consente di concludere ciò. Si fissi dunque {\displaystyle \varepsilon } e si ricavi dall'equicontinuità il {\displaystyle \delta } corrispondente. Ricoprendo quindi {\displaystyle [a,b]} con {\displaystyle N} intervallini {\displaystyle I_{n}}, tutti di ampiezza minore di {\displaystyle \delta }, ogni {\displaystyle t} dell'intervallo {\displaystyle [a,b]} appartiene a un {\displaystyle I_{n}}. Quindi si ha:
{\displaystyle |f_{n,n}(t)-f_{m,m}(t)|<|f_{n,n}(t)-f_{n,n}(q_{i})|+|f_{n,n}(q_{i})-f_{m,m}(q_{i})|+|f_{m,m}(q_{i})-f_{m,m}(t)|\ }
Il primo e il terzo termine al secondo membro sono minori di {\displaystyle \varepsilon }, basti scegliere {\displaystyle q_{i}} in {\displaystyle I_{j}} ({\displaystyle I_{j}} tale che {\displaystyle t\in I_{j}}), in virtù dell'equi-uniforme-continuità delle {\displaystyle f_{n}}. 
Il termine centrale al secondo membro è invece minore di {\displaystyle \varepsilon } per {\displaystyle m,n} sufficientemente grandi, poiché {\displaystyle f_{n,n}} converge su tutti i razionali. {\displaystyle f_{n,n}} converge puntualmente ad una {\displaystyle f(x)}, la successione {\displaystyle f_{n,n}} è equiuniformemente continua in {\displaystyle [a,b]}, quindi {\displaystyle f_{n,n}} converge uniformemente ad {\displaystyle f(x)} in {\displaystyle [a,b]}, quindi in particolare {\displaystyle f(x)} è continua in {\displaystyle [a,b]}.